# Wetenschapswinkel Taal, Cultuur & Communicatie
De wetenschapswinkel Taal, Cultuur & Communicatie, voorheen Talenwinkel, is een wetenschapswinkel van de Rijksuniversiteit Groningen die zich toelegt op wetenschappelijke vraagstukken die met taal en communicatie te maken hebben en met wetenschappelijke kwesties betreffende kunst, geschiedenis of andere aspecten van cultuur. Ook de voormalige Geschiedeniswinkel is hier ondergebracht.
Net als andere wetenschapswinkels bemiddelt de wetenschapswinkel Taal, Cultuur & Communicatie tussen niet kapitaalkrachtige non-profit organisaties en een universiteit of ander kennisinstelling. De bemiddeling kan uitmonden in onderzoeksstages, korte onderwijsprojecten of langerlopende studies, veelal door studenten uitgevoerd. 
Onderzoeksvragen betreffen bijvoorbeeld dyslexie, taalverwerving en ecologische geschiedenis. Het product kan de vorm hebben van een rapport, handleiding of beleidsplan. Er bestaan winkels onder andere namen die ofwel bij geesteswetenschappen ofwel letterkunde faculteiten van verschillende universiteiten zijn ondergebracht. 